# Ring: Kanzenban
Ring: Kanzenban (リング 完全版) es una película de televisión terror japonesa basada en la novela del mismo nombre escrita por Kōji Suzuki.
La película se estrenó el 11 de agosto de 1995.

## Sinopsis
En distintas partes de Tokio, 4 jóvenes sufren un ataque al corazón al mismo tiempo. El reportero Kazyuki Asakawa decide investigar las muertes junto a su amigo Ryūji Takayama (un profesor) después de la muerte de su sobrina Tomoko Ōishi. Descubriendo que los cuatro habían estado en una cabaña semanas atrás, en donde encuentra un video maldito que termina mostrando un mensaje al final advirtiéndole que morirá en siete días después a la misma hora.

## Lanzamiento
La película se estrenó en distintos canales de Fuji TV el 11 de agosto de 1995 con el título "Ring". Tiempo después se estrenó el 21 de febrero de 1997 en Japón como video casero en formato VHS y LaserDisc bajo el nombre de "Ring: Kanzenban" (リング 完全版), traducido al español sería "El Aro: La Edición Completa" este nombre se dio debido a contenido adicional y por ser más extendida.

## Reparto
- Katsunori Takahashi como Kazuyuki Asakawa
- Yoshio Harada como Ryūji Takayama
- Ayane Miura como Sadako Yamamura
- Kyōko Dōnowaki como Shizuko Yamamura
- Mai Tachihara como Shizuka Asakawa
- Akiko Hinagata como Tomoko Ōishi
- Maha Hamada como Mai Takano
- Tomorowo Taguchi como Jōtarō Nagao
- Tadayoshi Ueda como Takashi Yamamura
- Kōji Shimizu como Heihachirō Ikuma
- Shigeyuki Nakamura como Yoshino
- Nattsu Tanabashi como Shuichi Iwata
- Yuka Takeshima como Sadako Yamamura (niña)

## Estreno
| País  | Fecha                 | Nota                                     |
| Japón | 11 de agosto de 1995  |                                          |
| Japón | 21 de febrero de 1997 | (versión extendida, con algunos cambios) |

## Otros Títulos en el Mundo
| País    | Título                |
| Japón   | Ringu: Kanzenban      |
| Japón   | リング 完全版         |
| Rusia   | Звонок: Полная Версия |
| Turquía | Halka                 |
| Mundial | Ring                  |
| Mundial | Ring: Kanzenban       |

## Críticas
La película tuvo críticas mixtas. Algunas personas exclaman su apreciaciones por ser la adaptación más fiel al libro de Kōji Suzuki. La película recibió 5,6 de 10 en FilmAffinity y 6,3 de 10 en IMDb.